# 1462
Il 1462 (MCDLXII in numeri romani) è un anno  del XV secolo.

## Eventi
- Tra il 1462 e il 1463 nasce l'Accademia neoplatonica di Firenze nella villa medicea di Careggi.
- Marsilio Ficino inizia a tradurre dal greco il Corpus Hermeticum di Ermete Trismegisto, su incarico di Cosimo de' Medici.
- In Russia, iniziano le conquiste di Ivan III il Grande
- A Milano inizia la costruzione del canale La Martesana che collega la città con il fiume Adda e di conseguenza con il mare Adriatico.
- 19 agosto – Nel regno di Napoli, gli Aragonesi sconfiggono gli Angioini nella battaglia di Troia.

## Nati
- 1º febbraio - Giovanni Tritemio, esoterista, storico e scrittore tedesco († 1516)
- 28 febbraio - Giovanna la Beltraneja, regina († 1530)
- 19 maggio - Baccio d'Agnolo, architetto e scultore italiano († 1543)
- 31 maggio - Filippo II di Hanau-Lichtenberg, conte tedesco († 1504)
- 27 giugno - Luigi XII di Francia, sovrano francese († 1515)
- 24 luglio - Giovanni Manardo, medico, botanico e umanista italiano († 1536)
- 28 luglio - Ludovica di Savoia († 1503)
- 26 agosto - Piero de Ponte, nobile italiano († 1535)
- 8 settembre - Konrad Adelmann von Adelmannsfelden, umanista tedesco († 1547)
- 16 settembre - Pietro Pomponazzi, filosofo e umanista italiano († 1525)
- 26 settembre - Engilberto di Nevers, conte († 1506)
- 5 novembre - Antonio Tebaldeo, poeta italiano († 1537)
- 17 novembre - Cristofano Robétta, orafo e incisore italiano († 1535)
- 26 novembre - Alessandro del Palatinato-Zweibrücken, nobile tedesco († 1514)
- Gherardo Felice Appiano d'Aragona, nobiluomo italiano († 1502)
- Antonio Bon, politico italiano († 1525)
- Biagio Caropipe, vescovo cattolico italiano († 1524)
- Giovanni Cianfanini, pittore italiano († 1542)
- Cristoforo Ciocca, pittore italiano († 1542)
- Edmund Dudley, politico britannico († 1510)
- Ruy Díaz de Isla, medico spagnolo († 1542)
- Francesco Fasolo, avvocato e funzionario italiano († 1517)
- Clemente Grosso della Rovere, cardinale e vescovo cattolico italiano († 1504)
- Jakob Köbel, matematico e funzionario tedesco († 1533)
- La Sen Thai, sovrano laotiano († 1495)
- Pietro Lando, politico e militare italiano († 1545)
- Galeotto II Malaspina, nobile italiano († 1523)
- Mihnea il Malvagio, principe rumeno († 1510)
- Galeazzo Pietra, vescovo cattolico italiano († 1552)
- John de la Pole, I conte di Lincoln, conte († 1487)
- Francisco de Remolins, cardinale e arcivescovo cattolico spagnolo († 1518)
- Íñigo Fernández de Velasco, II duca di Frías, nobile spagnolo († 1528)
- Agostino Vespucci, funzionario italiano († 1515)
- Elisabetta da Montefeltro, nobile († 1521)

## Morti
- 11 gennaio - Francesco de Lignamine, vescovo cattolico e umanista italiano
- 18 gennaio - Nicolas Rolin, diplomatico e mecenate francese (n. 1376)
- 21 febbraio - Andrea Cavalcanti, scultore e architetto italiano (n. 1412)
- 23 febbraio - Gilbert Motier de La Fayette, nobile e militare francese
- 27 marzo - Basilio II di Russia, principe russo (n. 1415)
- 31 marzo - Isidoro II Xanthopoulos, arcivescovo ortodosso greco
- 4 maggio - Bernardo d'Armagnac, conte di Pardiac, nobile francese (n. 1400)
- 7 maggio - Pasquale Malipiero, politico e diplomatico italiano
- 8 maggio - Palla Strozzi, banchiere, politico e letterato italiano (n. 1372)
- 14 maggio - Giovanna di Marle, nobile francese (n. 1415)
- 22 giugno - Caterina d'Alençon, nobile (n. 1396)
- 12 luglio - Andrea Oxner da Rinn, tedesco (n. 1459)
- 24 luglio - Cristoforo da Tolentino, nobile e condottiero italiano
- 22 agosto - Giosia Acquaviva, nobile e condottiero italiano (n. 1399)
- 26 agosto - Caterina Zaccaria
- 12 settembre - Tiberto Brandolini, condottiero italiano (n. 1414)
- 17 settembre - Anna di Sassonia, principessa tedesca (n. 1420)
- 11 novembre - Anna di Cipro, nobile (n. 1419)
- 13 novembre - Anna d'Asburgo, nobile austriaca (n. 1432)
- Giorgio Arianiti, condottiero e patriota albanese (n. 1383)
- George Douglas, IV conte di Angus, nobile scozzese (n. 1429)
- Bartolomeo Fioravanti, architetto italiano (n. 1390)
- Niccolò di Lesbo, nobile italiano
- Hamza Bey, militare e ammiraglio ottomano
- Guilbert de Lannoy, cavaliere medievale fiammingo (n. 1386)
- Nicolò Lionello, orafo e architetto italiano
- Matteo Moranzone, scultore e intagliatore italiano
- Muhammad XI di Granada, sultano
- Gregorio Tifernate, filologo, grecista e umanista italiano (n. 1414)
- Marcantonio Torelli
- Hans von Tübingen, pittore austriaco (n. 1380)

## Calendario
| Calendario 1462 | Calendario 1462 | Calendario 1462 | Calendario 1462 | Calendario 1462 | Calendario 1462 | Calendario 1462 | Calendario 1462 | Calendario 1462 | Calendario 1462 | Calendario 1462 | Calendario 1462 | Calendario 1462 | Calendario 1462 | Calendario 1462 | Calendario 1462 | Calendario 1462 | Calendario 1462 | Calendario 1462 | Calendario 1462 | Calendario 1462 | Calendario 1462 | Calendario 1462 | Calendario 1462 | Calendario 1462 | Calendario 1462 | Calendario 1462 | Calendario 1462 | Calendario 1462 | Calendario 1462 | Calendario 1462 | Calendario 1462 | Calendario 1462 |
| --------------- | --------------- | --------------- | --------------- | --------------- | --------------- | --------------- | --------------- | --------------- | --------------- | --------------- | --------------- | --------------- | --------------- | --------------- | --------------- | --------------- | --------------- | --------------- | --------------- | --------------- | --------------- | --------------- | --------------- | --------------- | --------------- | --------------- | --------------- | --------------- | --------------- | --------------- | --------------- | --------------- |
|                 | 1               | 2               | 3               | 4               | 5               | 6               | 7               | 8               | 9               | 10              | 11              | 12              | 13              | 14              | 15              | 16              | 17              | 18              | 19              | 20              | 21              | 22              | 23              | 24              | 25              | 26              | 27              | 28              | 29              | 30              | 31              |                 |
| Gennaio         | Ve              | Sa              | Do              | Lu              | Ma              | Me              | Gi              | Ve              | Sa              | Do              | Lu              | Ma              | Me              | Gi              | Ve              | Sa              | Do              | Lu              | Ma              | Me              | Gi              | Ve              | Sa              | Do              | Lu              | Ma              | Me              | Gi              | Ve              | Sa              | Do              |                 |
| Febbraio        | Lu              | Ma              | Me              | Gi              | Ve              | Sa              | Do              | Lu              | Ma              | Me              | Gi              | Ve              | Sa              | Do              | Lu              | Ma              | Me              | Gi              | Ve              | Sa              | Do              | Lu              | Ma              | Me              | Gi              | Ve              | Sa              | Do              |                 |                 |                 |                 |
| Marzo           | Lu              | Ma              | Me              | Gi              | Ve              | Sa              | Do              | Lu              | Ma              | Me              | Gi              | Ve              | Sa              | Do              | Lu              | Ma              | Me              | Gi              | Ve              | Sa              | Do              | Lu              | Ma              | Me              | Gi              | Ve              | Sa              | Do              | Lu              | Ma              | Me              |                 |
| Aprile          | Gi              | Ve              | Sa              | Do              | Lu              | Ma              | Me              | Gi              | Ve              | Sa              | Do              | Lu              | Ma              | Me              | Gi              | Ve              | Sa              | Do              | Lu              | Ma              | Me              | Gi              | Ve              | Sa              | Do              | Lu              | Ma              | Me              | Gi              | Ve              |                 |                 |
| Maggio          | Sa              | Do              | Lu              | Ma              | Me              | Gi              | Ve              | Sa              | Do              | Lu              | Ma              | Me              | Gi              | Ve              | Sa              | Do              | Lu              | Ma              | Me              | Gi              | Ve              | Sa              | Do              | Lu              | Ma              | Me              | Gi              | Ve              | Sa              | Do              | Lu              |                 |
| Giugno          | Ma              | Me              | Gi              | Ve              | Sa              | Do              | Lu              | Ma              | Me              | Gi              | Ve              | Sa              | Do              | Lu              | Ma              | Me              | Gi              | Ve              | Sa              | Do              | Lu              | Ma              | Me              | Gi              | Ve              | Sa              | Do              | Lu              | Ma              | Me              |                 |                 |
| Luglio          | Gi              | Ve              | Sa              | Do              | Lu              | Ma              | Me              | Gi              | Ve              | Sa              | Do              | Lu              | Ma              | Me              | Gi              | Ve              | Sa              | Do              | Lu              | Ma              | Me              | Gi              | Ve              | Sa              | Do              | Lu              | Ma              | Me              | Gi              | Ve              | Sa              |                 |
| Agosto          | Do              | Lu              | Ma              | Me              | Gi              | Ve              | Sa              | Do              | Lu              | Ma              | Me              | Gi              | Ve              | Sa              | Do              | Lu              | Ma              | Me              | Gi              | Ve              | Sa              | Do              | Lu              | Ma              | Me              | Gi              | Ve              | Sa              | Do              | Lu              | Ma              |                 |
| Settembre       | Me              | Gi              | Ve              | Sa              | Do              | Lu              | Ma              | Me              | Gi              | Ve              | Sa              | Do              | Lu              | Ma              | Me              | Gi              | Ve              | Sa              | Do              | Lu              | Ma              | Me              | Gi              | Ve              | Sa              | Do              | Lu              | Ma              | Me              | Gi              |                 |                 |
| Ottobre         | Ve              | Sa              | Do              | Lu              | Ma              | Me              | Gi              | Ve              | Sa              | Do              | Lu              | Ma              | Me              | Gi              | Ve              | Sa              | Do              | Lu              | Ma              | Me              | Gi              | Ve              | Sa              | Do              | Lu              | Ma              | Me              | Gi              | Ve              | Sa              | Do              |                 |
| Novembre        | Lu              | Ma              | Me              | Gi              | Ve              | Sa              | Do              | Lu              | Ma              | Me              | Gi              | Ve              | Sa              | Do              | Lu              | Ma              | Me              | Gi              | Ve              | Sa              | Do              | Lu              | Ma              | Me              | Gi              | Ve              | Sa              | Do              | Lu              | Ma              |                 |                 |
| Dicembre        | Me              | Gi              | Ve              | Sa              | Do              | Lu              | Ma              | Me              | Gi              | Ve              | Sa              | Do              | Lu              | Ma              | Me              | Gi              | Ve              | Sa              | Do              | Lu              | Ma              | Me              | Gi              | Ve              | Sa              | Do              | Lu              | Ma              | Me              | Gi              | Ve              |                 |